# 王恭守
王恭守，1909年—？，英文名 Kung-Shou Wang，前国民政府外交官，常驻美国。

## 生平
1909年2月26日，生于江苏上海县，今上海市。1931年，毕业于上海圣约翰大学，获得文学学士学位，学位证320号。毕业后在海关任职，任威海专员徐东藩秘书。后入外交部，外派驻美国，历任国民政府驻美各城市领事。任国民政府外交部驻美国使馆副总领事，驻马萨诸塞州波士顿总领事。在美为王念祖成志学社社员，后定居美国。

## 遗迹
王恭守任驻美外交官时，一家于1944年至1950年住在马萨诸塞州波士顿的177 Marlborough，曾是麻省前州长的私人宅邸，具有丰富历史，现为波士顿著名宅邸和文化遗存之一。王氏夫妇与驻美大使胡适私交甚密，《胡适日记》对王多有记载。

## 家庭
祖籍浙江奉化县，出自基督教世家王有光牧师家族。祖父王有光，父王正庸。兄医学家王錫熾。叔父外交家王正廷，矿冶专家王正黼。妻浙江慈溪人周绿霞（Lucy Chow，嫁入王家后作Lucy Wang，1914年—？），是上海买办周田青之女。周绿霞是王的堂弟王恭斌在燕京大学的同学，姐周碧霞是中银总裁張嘉璈之妻，姐周映霞为曾国藩后人卓牟来（Morley Cho）之妻，其后人均为美籍华人，都曾为船王董浩云东方海外驻美机构服务。